# Hrabstwo Bastrop

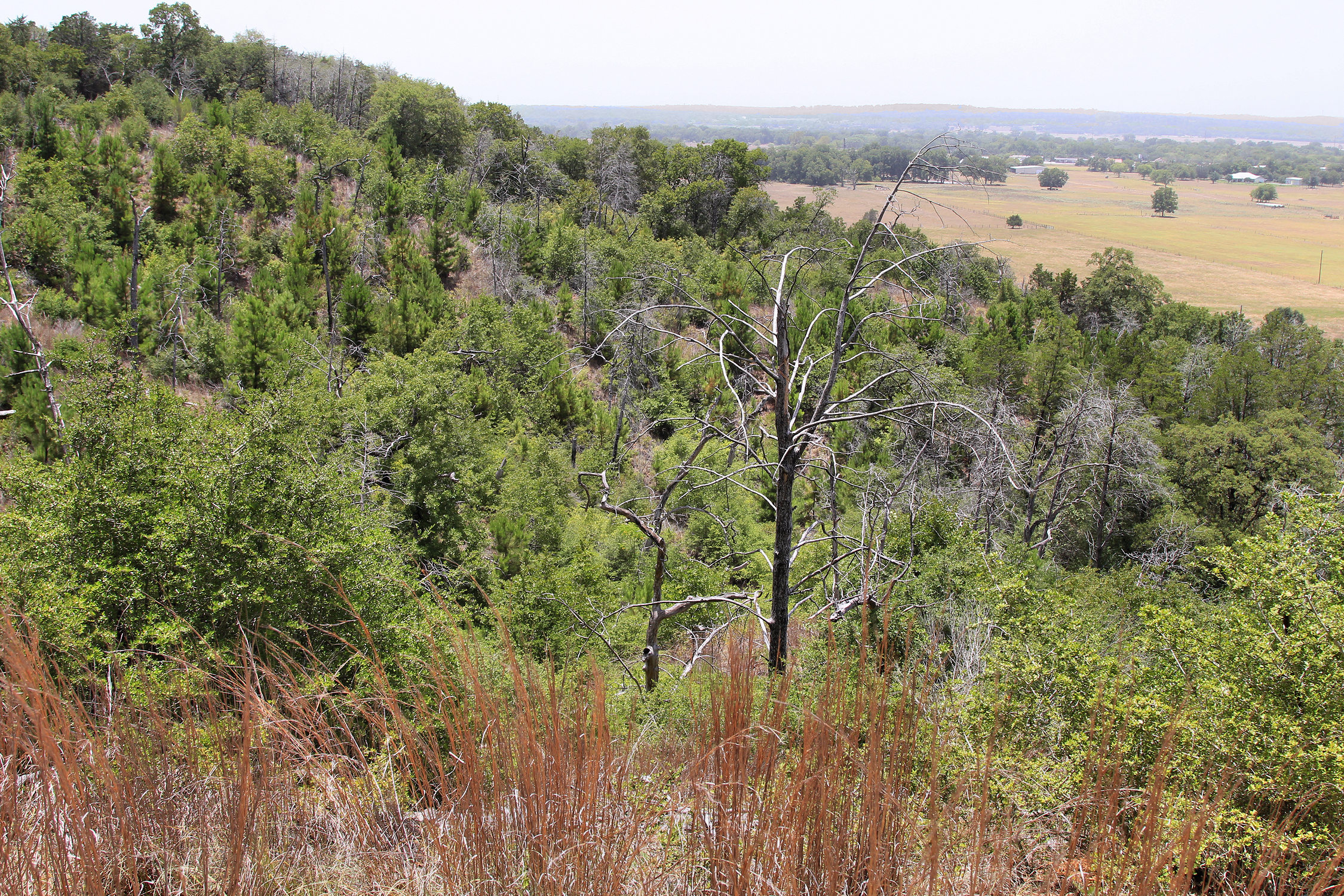
Buescher State Park

Hrabstwo Bastrop (ang. Bastrop County) – hrabstwo w USA, w stanie Teksas. Stolicą hrabstwa jest Bastrop. Hrabstwo Bastrop zostało utworzone w 1858, było jednym z 23 oryginalnych hrabstw, z których inne hrabstwa powstały i zostało nazwane tak w imieniu holenderskiego odsadnika Felipe Enrique Neri, Baron de Bastrop, który pomagał Stephenowi F. Austin w uzyskaniu cesji na ziemię w Teksasie.
Znajduje się około 50 km na południowy wschód od Austin i jest częścią obszaru metropolitalnego Austin-San Marcos. 
We wrześniu 2011 r. hrabstwo Bastrop doświadczyło najbardziej niszczycielskiego pożaru w historii Teksasu, który zniszczył ponad 1600 domów.

## Sąsiednie hrabstwa
- Hrabstwo Williamson (północ)
- Hrabstwo Lee (północny wschód)
- Hrabstwo Fayette (południowy wschód)
- Hrabstwo Caldwell (południowy zachód)
- Hrabstwo Travis (północny zachód)

## Miasta
- Bastrop
- Elgin
- Mustang Ridge
- Smithville

## CDP
- Camp Swift
- Circle D-KC Estates
- McDade
- Wyldwood

## Gospodarka
W 2016 roku największym sektorem w hrabstwie Bastrop jest handel detaliczny, zatrudniający 3077 pracowników. Na kolejnych miejscach plasowały się usługi edukacyjne (2478 pracowników), usługi związane z zakwaterowaniem i wyżywieniem (2440), budownictwo (1950), służba zdrowia (1925), produkcja (1367), administracja publiczna (1134), oraz rolnictwo, leśnictwo i rybołówstwo (1123).
W strukturze pogłowia zwierząt gospodarskich (2017 r.) wyróżniają się: konie (2662 sztuk), bydło (76,4 tys.), kozy (3098) i owce (2232). Ważną rolę w rolnictwie odgrywa także produkcja siana. 65% areału hrabstwa stanowią obszary pasterskie, 17% leśne i 15% uprawne.

## Demografia
W latach 2010–2020 populacja hrabstwa wzrosła o 31%. W 2020 roku 51,1% populacji hrabstwa stanowiły osoby białe nielatynoskie, 39,7% to byli Latynosi, 7,3% to osoby czarnoskóre lub Afroamerykanie i 2% to rdzenna ludność Ameryki.

## Religia

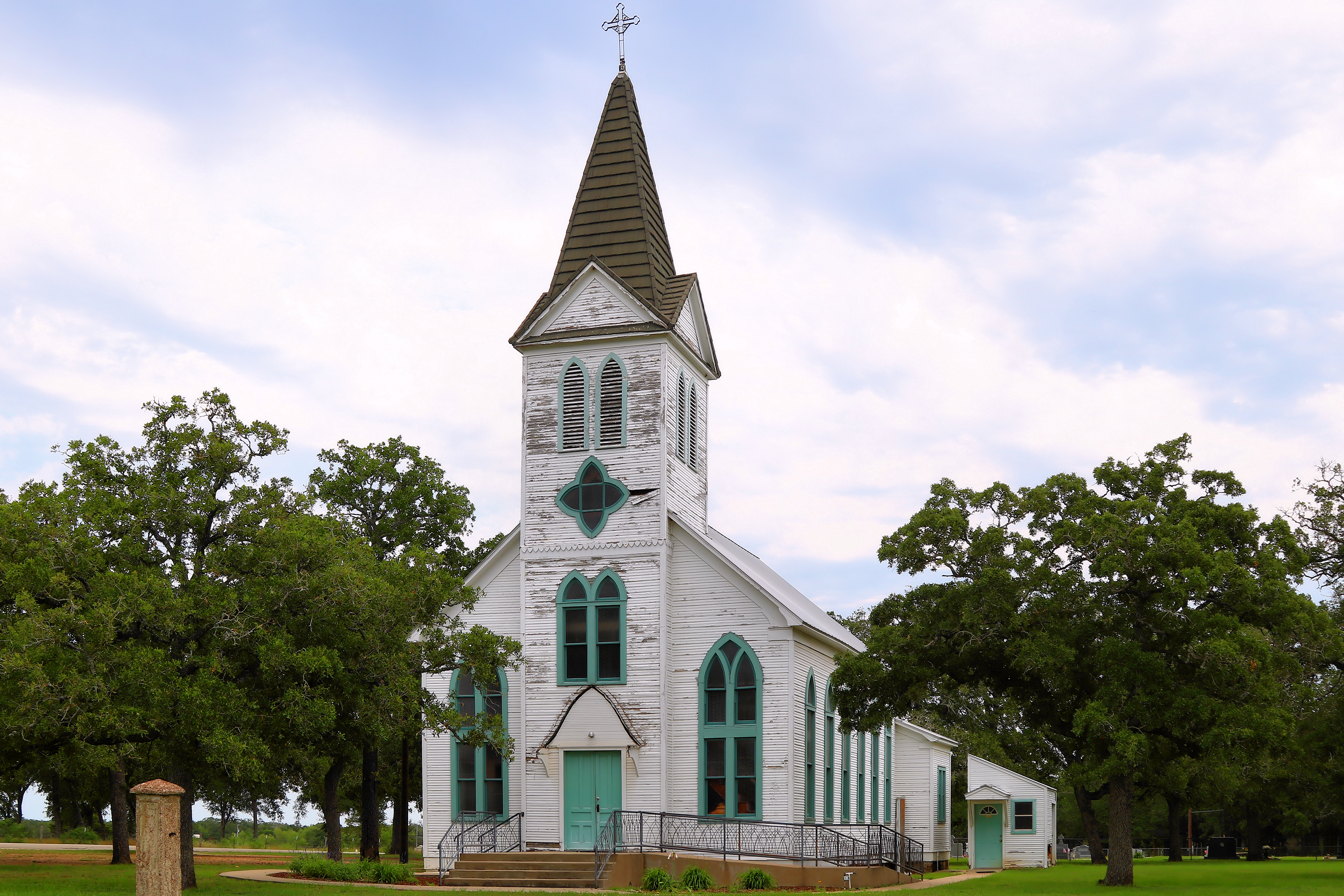
Kościółek katolicki w Kovar

W 2020 roku największe ugrupowania pod względem członkostwa to: Kościół katolicki (22,4%), Południowa Konwencja Baptystów (6,2%) i bezdenominacyjne zbory ewangelikalne (6,1%).
Inne wyznania (z ponad 500 członków) obejmowały: metodystów, zielonoświątkowców, mormonów, konserwatywnych luteran, świadków Jehowy, campbellitów, oraz innych baptystów.